# 埃普 (加来海峡省)
埃普（法語：Eps）是法国北部-加来海峡大区加来海峡省的一个市镇，属于阿拉斯区厄尚县。该市镇2009年时的人口为250人。

## 人口
埃普人口变化图示
| 数据来源：INSEE |